# Váthi
Váthi är en ort i Grekland.   Den ligger i prefekturen Nomós Kilkís och regionen Mellersta Makedonien, i den norra delen av landet, 400 km norr om huvudstaden Aten. Váthi ligger 411 meter över havet och antalet invånare är 532.
Terrängen runt Váthi är huvudsakligen kuperad, men söderut är den platt. Runt Váthi är det glesbefolkat, med 10 invånare per kvadratkilometer. Närmaste större samhälle är Kilkis, 18,7 km söder om Váthi. Trakten runt Váthi består till största delen av jordbruksmark.